# 盖乌斯·弗拉米尼乌斯·尼波斯
盖乌斯·弗拉米尼乌斯·尼波斯（英語：Gaius Flaminius Nepos，？—前217年），简称弗拉米尼，古罗马政治家之一。
前232年任保民官。前223年为执政官。曾担任群众领导人与元老院发生对抗，前223年以执政官的身份率军于今波河以北与因苏布利人作战并将其成功驱逐。弗拉米尼乌斯大路与弗拉米尼乌斯竞技场等建筑物为其于前220年前后担任监察官时所建。第二次布匿战争期间，前217年任执政官，与汉尼拔所统领的迦太基人交锋的特拉西美诺湖战役，被印苏布列斯人所杀。他的兒子蓋烏斯·弗拉米尼烏斯在前187年擔任執政官。领兵迎战迦太基汉尼拔军队于特拉西米诺湖。